# Musique du continent américain
La musique du continent américain est issue de trois éléments ethniques historiques : les autochtones amérindiens des plaines du nord et ceux des forêts ou des montagnes du sud, les colons européens anglo-saxons et latins (Français, Espagnols ou Portugais) et les esclaves africains (de l'Ouest ou du Centre), etc. 
Bien qu'ayant emporté leurs musiques propres, les peuples immigrants ont développé en Amérique une musique différente au contact d'autres populations, donnant selon les lieux un melting-pot différent ; il est rare de trouver une musique encore « authentique ».
On peut distinguer quelques aires typées.
Dans les Caraïbes et au Brésil, où il existe une forte communauté d'origine africaine, une musique percussive et rythmée s'y est épanouie. Elle a influencé les développements modernes qui sont seuls encore visibles aux États-Unis. La musique latine ou tropicale n'étant qu'un autre avatar récent de cet état de fait.
Dans les pays andins où il existe encore une forte communauté indienne, la musique d'aérophone est restée essentielle. 
Ailleurs, on retrouve des variations lointaines ou archaïques des genres européens basé sur les cordophones.
Il existe certes quantité de musique folkloriques, mais très peu de musiques traditionnelles tant ce continent est jeune et tant les colons se sont implantés partout, métissant les genres.
Inversement, la musique moderne semble y avoir été plus féconde qu'ailleurs. Il y existe en effet un grand nombre de variations des divers métissages musicaux (jazz, blues, samba, salsa, merengue, etc.). Couplé à un développement économique et technique, ces musiques ont donné naissance aux variations électroniques récentes (rock, rap, techno, etc.).